# Atoka, Oklahoma
Atoka är administrativ huvudort i Atoka County i Oklahoma. Atoka hade 3 107 invånare enligt 2010 års folkräkning. Orten fick sitt namn efter en choctawkrigare.